# 徐元瑞
徐元瑞，直隸省永平府樂亭縣人，清朝官员，同進士出身。
光绪十二年（1886年）丙戌科三甲進士；同年五月，著交吏部掣签，分发各省以知县即用。官河南嵩县知县。